# Samurai per una pizza
Samurai per una pizza (キャッ党 忍伝 てやんでえ?, Kyattō Ninden Teyandee) è una serie anime prodotta da Tatsunoko.
L'edizione italiana si basa su quella americana (dal titolo Samurai Pizza Cats) ed è stata trasmessa per la prima volta su Odeon TV nel 1991 per poi essere replicata anche su Fox Kids a partire dal 2000.
L'edizione italiana non si basa su quella originale giapponese ma bensì su quella americana prodotta dalla Saban Entertainment, la quale presenta numerose censure e l'eliminazione degli episodi 10 e 51, che sono solamente un riassunto degli avvenimenti trascorsi.

## Trama
La storia dell'anime è ambientata in un piccolo villaggio giapponese chiamato Little Tokyo, abitato unicamente da qualunque tipo di animale antropomorfo. Qui tre gatti Romeo, Marilena e Guido gestiscono una pizzeria fast food, che però è in realtà è una mera copertura. I tre gatti infatti possono diventare dei guerrieri ipertecnologici che combattono i malvagi che vogliono prendere il potere a Little Tokyo. Infatti il villaggio è minacciato dalla volpe Attila, membro del consiglio cittadino, che tenta di prendere il controllo di Little Tokyo, ma invano perché Romeo, Marilena e Guido l'hanno sconfitto e vendicato i suoi misfatti dopo aver salvato il villaggio e il consiglio cittadino dal crimine.

## Personaggi
Romeo (ヤッ太郎?, Yattarō, Yattarō in Giappone)
Doppiato da: Kappei Yamaguchi (ed. giapponese), Gabriele Calindri (ed. italiana)
Capo del trio, è molto sicuro di sé (al punto da farsi fotografare sempre dopo aver compiuto un atto eroico) e dotato di grande senso dell'umorismo, oltre che di un insaziabile appetito.
Marilena (プルルン?, Pururun, Pururun in Giappone)
Doppiata da: Ai Orikasa (ed. giapponese), Roberta Gallina Laurenti (ed. italiana)
Unica femmina del gruppo, amica d'infanzia di Romeo, dotata di personalità estremamente dinamica ed irascibile. Alla fine della serie si scoprirà innamorata di Romeo.
Guido (スカシー?, Sukashī, Sukashī in Giappone)
Doppiato da: Jūrōta Kosugi (ed. giapponese), Luca Sandri (ed. italiana)
Il membro più serio del gruppo, è romantico e sfortunato in amore.
Attila (狐塚コーン守?, Kitsunezuka Ko'on-no-Kami, Kitsunezuka Ko'on-no-Kami in Giappone)
Doppiato da: Ikuya Sawaki (ed. giapponese), Sergio Romanò (ed. italiana)
Una perfida volpe dittatrice (resa un topo nella versione americana), nonché membro del consiglio cittadino, mira a prendere il potere su Little Tokyo. Ogni volta che è in preda ad un attacco di ira finisce per esplodere. I suoi servitori più fidati sono i due corvi ninja Aquila e Larva.
Aquila (カラス幻ナリ斉?, Karasu Gennarisai, Karasu Gennarisai in Giappone)
Doppiato da: Naoki Tatsuta (ed. giapponese), Mario Scarabelli (ed. italiana)
Anziano corvo, secondo in comando dell'esercito di Attila e suo consigliere, cerca sempre di convincere il suo capo a usare la ragione e a non agire impulsivamente.
Larva (カラ丸?, Karamaru, Karamaru in Giappone)
Doppiato da: Kōichi Yamadera (ed. giapponese), ? (ed. italiana)
Capo dell'esercito di corvi ninja di Attila, prende molto più seriamente dei suoi compagni la rivalità con i Samurai (soprattutto con Romeo), al punto di allenarsi duramente per combatterli. Al termine della serie si redime e si sposa con la sua fidanzata Carla.

## Episodi
| Nº Ja | Nº It | Giapponese 「Kanji」 - Rōmaji - Traduzione letterale | In onda           | In onda  |
| Nº Ja | Nº It | Giapponese 「Kanji」 - Rōmaji - Traduzione letterale | Giapponese        | Italiano |
| 1     | 1     | 「秘密忍者隊ニャンキー出動!」 - Himitsu ninjatai Nyankii shutshudou! – "Gruppo ninja segreto, spedizione Nyankii!"                                             | 1º febbraio 1990  | 1991     |
| 2     | 2     | 「街中おスシだ!パニックだ!」 - Machijuu osushi da! Panikku da! – "La città è piena di sushi! Panico!"                                                          | 8 febbraio 1990   | 1991     |
| 3     | 3     | 「ホレホレ穴掘れもっと掘れ!」 - Hore hore ana hore motto hore! – "Scavate, scavate una buca e scavate di più!"                                                 | 15 febbraio 1990  | 1991     |
| 4     | 4     | 「悩みを解決?カードでチーン!」 - Nayami o kaiketsu? Kaado de tiin! – "Hai una preoccupazione? Una carta la risolverà!"                                         | 22 febbraio 1990  | 1991     |
| 5     | 5     | 「アイドル誕生?芸能界の甘いワナ」 - Aidoru tanjou? Geinoukai no amai wana – "È nata un idol? Dolce trappola nel mondo dello spettacolo"                        | 1º marzo 1990     | 1991     |
| 6     | 6     | 「探検!オテンバ姫の遊園地」 - Tanken! Otenba hime no yuuenchi – "Esplorazione! Parco divertimenti per una principessa maschiaccio"                             | 8 marzo 1990      | 1991     |
| 7     | 7     | 「マジ!?カラ丸がヒーローになる日?」 - Maji!? Karamaru ga hiirou ni naru hi? – "È vero!? Karamaru diventa un eroe?"                                             | 15 marzo 1990     | 1991     |
| 8     | 8     | 「こわーい?コーン守のヒ・ミ・ツ」 - Kowaai? Koon-no-kami no hi-mi-tsu – "È terribile? Il se-gre-to di Ko-no-Kami"                                              | 22 marzo 1990     | 1991     |
| 9     | 9     | 「姫はウキウキ!みんなハラハラ!」 - Hime wa uki-uki! Minna hara-hara! – "La principessa è eccitata! Tutti sono preoccupati!"                                    | 29 marzo 1990     | 1991     |
| 10    | -     | 「てやんでえ!これがニャンキーでえ」 - Teyandee! Kore ga Nyankii dee – "Teyandee! Questo è Nyankii"                                                             | 3 aprile 1990     | inedito  |
| 10    | -     | Episodio riassuntivo degli eventi presenti nei primi 9 episodi.                                                                                                |                   |          |
| 11    | 10    | 「いじめられっ子のパパは天才科学者!?」 - Ijimerarekko no papa wa tensai kagakusha!? – "Il padre del bambino vittima di bullismo è uno scienziato di talento!?" | 10 aprile 1990    | 1991     |
| 12    | 11    | 「珍プレー好プレー!ニャンキーの弱点!」 - Chin puree kou puree! Nyankii no jakuten! – "Gioco insolito, gioco meraviglioso! La debolezza di Nyankii!"            | 17 aprile 1990    | 1991     |
| 13    | 12    | 「ニャンキー敗北?ヤミの四忍衆あらわる!」 - Nyankii haiboku? Yami no yonninshuu arawaru! – "La sconfitta di Nyankii? Appaiono i 4 ninja oscuri!"                | 24 aprile 1990    | 1991     |
| 14    | 13    | 「逆転!ニャンキー空を飛ぶ」 - Gyakuten! Nyankii sora wo tobu – "Reversione! Nyankii vola attraverso l'aria"                                                    | 1º maggio 1990    | 1991     |
| 15    | 14    | 「お願い!コーン守は人気がほしい」 - Onegai! Ko'on-no-Kami wa ninki ga hoshii – "Desiderio! Ko'on-no-Kami vuole essere popolare"                                | 8 maggio 1990     | 1991     |
| 16    | 15    | 「ウッソー!将軍さまはニセモノ!?」 - Ussou! Shougunsama wa nisemono? – "È una bugia! Lo shogun è un impostore?"                                                 | 15 maggio 1990    | 1991     |
| 17    | 16    | 「ドコだ?消えた大先生」 - Doko da? Kieta daisensei – "Dove? Il professore è scomparso"                                                                         | 22 maggio 1990    | 1991     |
| 18    | 17    | 「見合って見合って野球で勝負」 - Miatte miatte yakyuu de shoubu – "Corteggiamento, corteggiamento, una sfida di baseball"                                      | 29 maggio 1990    | 1991     |
| 19    | 18    | 「Wデートは危険がイッパイ!」 - W (daburu) deeto wa kiken ga ippai! – "Doppio appuntamento è pieno di pericolo!"                                                | 5 giugno 1990     | 1991     |
| 20    | 19    | 「エッ!?プルルンのお嬢様宣言」 - Eh!? Pururun no ojousama sengen – "Eh!? La dichiarazione del debuttante di Pururun"                                           | 12 giugno 1990    | 1991     |
| 21    | 20    | 「ポンポコタヌキで大騒ぎ!」 - Ponpoko tanuki de oosawagi! – "Boom-boom, un tanuki fa storie!"                                                                  | 19 giugno 1990    | 1991     |
| 22    | 21    | 「カラスがピザ持って特急便?」 - Karasu ga piza motte tokkyubin? – "Un corvo con una pizza, consegna espressa limitata?"                                        | 26 giugno 1990    | 1991     |
| 23    | 22    | 「激突!映画の主役はだれだ?」 - Gekitotsu! Eiga no shuuyaku dareda? – "Scontro! Chi è la stella del film?"                                                      | 3 luglio 1990     | 1991     |
| 24    | 23    | 「れれっ?コーン守に子供!?」 - Rereh? Ko'on-no-Kami ni kodomo!? – "Strano? Ko'on-no-Kami ha un figlio!?"                                                        | 10 luglio 1990    | 1991     |
| 25    | 24    | 「かわいい?ヤッ太郎女になる」 - Kawaii? Yattarou onna ni naru – "Carino? Yattaro si trasforma in una ragazza"                                                  | 17 luglio 1990    | 1991     |
| 26    | 25    | 「大冒険!ゼッコー鳥をさがせ」 - Daibouken! Zekkou chou wo sagase – "Una grande avventura! Cerca l'uccello Zekko"                                               | 24 luglio 1990    | 1991     |
| 27    | 26    | 「ヤダ!オイラ達が島流し?」 - Yada! Oiratachi ga shimanagashi? – "Sgradevole! Siamo banditi su un'isola?"                                                       | 31 luglio 1990    | 1991     |
| 28    | 27    | 「ヘッ?ニャンキーが解散?!」 - Heh? Nyankii ga kaisan?! – "È così? I Nyankii si sono sciolti?!"                                                                 | 7 agosto 1990     | 1991     |
| 29    | 28    | 「バレた!?ニャンキーの正体」 - Bareta?! Nyankii no shoutai – "Esposto!? Il vero personaggio di Nyankii"                                                        | 14 agosto 1990    | 1991     |
| 30    | 29    | 「アイドル伝説?スカシー出動」 - Aidoru densetsu? Sukashii no shutsudou – "Idol leggendario? Sukashi inviato"                                                   | 21 agosto 1990    | 1991     |
| 31    | 30    | 「つらいぜカラ丸!忍者の恋」 - Tsuraize Karamaru! Ninja no koi – "Karamaru nel dolore! L'amore di un ninja"                                                     | 28 agosto 1990    | 1991     |
| 32    | 31    | 「プルルンの笛はおとぎ話?!」 - Pururun no fue wa otogibanashi?! – "Il flauto di Pururun ha una storia!?"                                                       | 4 settembre 1990  | 1991     |
| 33    | 32    | 「ふしぎ?!星から来たお友だち!」 - Fushigi?! Hoshi kara kita otomodachi! – "Misterioso?! Un amico dalle stelle!"                                                | 11 settembre 1990 | 1991     |
| 34    | 33    | 「必勝作戦!強いぞカラカラ一族」 - Hissatsu sakusen! Tsuyoi zo Karakara ichizoku – "Un piano per una certa vittoria! Il clan Karakara è forte"                  | 18 settembre 1990 | 1991     |
| 35    | 34    | 「さがせ!湖に消えたネッキー」 - Sagase! Mizu-umi ni kieta Nekkii – "Cercando! Nekki scompare sul lago"                                                         | 25 settembre 1990 | 1991     |
| 36    | 35    | 「もやせ青春!また出た大先生」 - Moyase seishun! Mata deta daisensei – "I giovani bruciano con passione! Inoltre ritorna il professore"                         | 2 ottobre 1990    | 1991     |
| 37    | 36    | 「まさか?!ヤッ太郎夕日に死す」 - Masaka?! Yattarou yuuhi ni shisu – "Veramente?! Yattaro muore al tramonto"                                                    | 9 ottobre 1990    | 1991     |
| 38    | 37    | 「たおせカラ丸!涙, 涙の大復活」 - Taose Karamaru! Namida, namida no daifukkatsu – "Sconfiggi Karamaru! Lacrime, lacrime di un grande risveglio"                | 16 ottobre 1990   | 1991     |
| 39    | 38    | 「ハロー!ヤッ太郎海外へ飛ぶ」 - Haroo! Yattarou kaigai he tobu – "Ciao! Yattaro vola in un altro paese"                                                        | 23 ottobre 1990   | 1991     |
| 40    | 39    | 「UFO!?ニャンキー対宇宙人」 - UFO!? Nyankii tai uchuujin – "UFO!? Nyankii contro gli alieni"                                                                   | 30 ottobre 1990   | 1991     |
| 41    | 40    | 「とんでる!帰ってきた母上」 - Tonderu! Kaette kita hahaue – "Commovente! La madre ritorna a casa"                                                              | 6 novembre 1990   | 1991     |
| 42    | 41    | 「大乱戦でいい湯だな!?」 - Tairansen de ii yu dana!? – "Una grande e confusa lotta alla Spa!?"                                                                 | 13 novembre 1990  | 1991     |
| 43    | 42    | 「全員集合!天下一の大試合」 - Zen-in shutsugou! Tenka no daishiai – "Tutti stanno arrivando! Un concorso per decidere chi è il numero 1 nella Terra"           | 20 novembre 1990  | 1991     |
| 44    | 43    | 「ピンチ!盗まれたマサマサ」 - Pinchi! Nusumareta Masamasa – "Pizzico! Il Masamasa viene rubato"                                                                | 27 novembre 1990  | 1991     |
| 45    | 44    | 「ガクッ!みじめなコーン守」 - Gakuh! Mijime na Ko-no-Kami – "Delusione! La miseria di Ko-no-Kami"                                                              | 4 dicembre 1990   | 1991     |
| 46    | 45    | 「時をかけるニャンキー!」 - Toki wo kakeru Nyankii – "I Nyankii sono bloccati nel tempo"                                                                       | 11 dicembre 1990  | 1991     |
| 47    | 46    | 「出た!にせニャンキー」 - Deta! Nise Nyankii – "Sono apparsi! Imitazione Nyankii"                                                                              | 18 dicembre 1990  | 1991     |
| 48    | 47    | 「ニャンキーサンタ空を行く」 - Nyankii santa sora wo yuku – "I Nyankii Babbo Natale volano attraverso l'aria"                                                  | 25 dicembre 1990  | 1991     |
| 49    | 48    | 「ヤッ太郎おつかれ島流し」 - Yattarou otsukare shimanagashi – "Lo stanco Yattaro viene bandito su un'isola"                                                    | 8 gennaio 1991    | 1991     |
| 50    | 49    | 「幻ナリ斎のワハハ大作戦!」 - Gennarisai no wahaha daisakusen! – "Il grande piano wahaha di Gennarisai!"                                                       | 15 gennaio 1991   | 1991     |
| 51    | -     | 「きーっ!コーン守の大研究」 - Kiih! Ko-no-Kami no daikenkyuu – "Spaventoso! La grande ricerca di Ko-no-Kami"                                                   | 22 gennaio 1991   | inedito  |
| 51    | -     | Episodio riassuntivo incentrato sul personaggio di Attila. |                   |          |
| 52    | 50    | 「コーン守史上最大の作戦!」 - Ko-no-Kami shijou saidai no sakusen! – "La più grande operazione di Ko-no-Kami di sempre!"                                       | 29 gennaio 1991   | 1991     |
| 53    | 51    | 「明日もぜったい日本晴れ!」 - Ashita mo zettai nihonbare! – "Domani sarà assolutamente bellissimo!"                                                            | 5 febbraio 1991   | 1991     |
| 54    | 52    | 「ニャンキーは不滅です!」 - Nyankii wa fumetsu desu! – "Nyankii è per sempre!"                                                                                 | 12 febbraio 1991  | 1991     |

## Colonna sonora
Sigle giapponesi
- Otto dokkoi Nihon bare cantata da Rena Yazawa (apertura)
- To Be Yourself cantata da Rena Yazawa (chiusura)

Sigla italiana
- Samurai Pizza Cats cantata da Giorgio Melazzi (apertura)

La sigla dell'edizione italiana si basa su quella americana. Nella versione statunitense il brano cantato viene impiegato anche come sigla di chiusura mentre in quella italiana viene lasciato in forma strumentale.